# Перші леді та джентльмени Індонезії
Протягом усієї індонезійської історії титул першої леді (індонез. Ibu Negara, досл. «Mother of the State» або, наприклад, Перший джентльмен (індонез. Bapak Negara, досл. «Father of the State») використовувався для позначення дружини або чоловіка президента Індонезії. Конституція жодним чином не передбачає посаду, але вона продовжує мати значний вплив в індонезійському суспільстві.
Тауфік Кімас, чоловік президентки Мегаваті Сукарнопутрі, на сьогоднішній день залишається єдиним першим джентльменом Індонезії.

## Історія
Невідомо, коли роль першої леді вперше з'явилася в індонезійській політичній традиції. Коли перший президент Сукарно у серпні 1945 року обійняв свою посаду, він був одружений на своїй третій дружині Фатмаваті. У липні 1953 року з дозволу Фатмаваті Сукарно одружився з Гартіні. Гартіні жила в Істана-Богорі, а також супроводжувала президента на офіційних державних заходах і під час візитів за кордон. За час свого президентства Сукарно одружився ще з п'ятьма жінками, але першою леді до кінця президентства Сукарно залишалася Фатмаваті.
Сіті Хартіна, дружина Сухарто, виконувала роль першої леді до своєї смерті у квітні 1996 року. Їхня старша донька Сіті Хардіянті Рукмана (Тутут) виконувала обов'язки матері протягом решти президентства свого батька до 1998 року. З березня по травень 1998 року вона також була міністром соціальних справ.
Прабово Субіанто, який був обраний президентом у 2024 році, став першим президентом Індонезії, який розпочав свою посаду без першої леді. Він одружився з молодшою сестрою Тутут — Сіті Гедіаті Гаріяді (Тітіек), у 1983 році, але незабаром після падіння Сухарто 1998 року вони розлучилися. Проте Тітіек брала активну участь у президентських кампаніях Прабово 2014, 2019 та 2024 років.

## Список
| President №. | Портрет  | Ім'я                                                                      | Термін перебування на посаді                 | Вік початку перебування на посаді | Президент (Дружина/чоловік, якщо не зазначено)        |
| ------------ | -------- | ------------------------------------------------------------------------- | -------------------------------------------- | --------------------------------- | ----------------------------------------------------- |
| 1            |          | Фатмаваті 5 лютого 1923 - 14 травня 1980 року (у віці 57 років)           | 18 серпня 1945 року - 12 березня 1967 року   | 22 роки, 194 дні                  | Сукарно одружилися 1 липня 1943 року                  |
| 2            |          | Сіті Гартіна 23 серпня 1923 - 28 квітня 1996 року (у віці 72 років)       | 12 березня 1967 року - 28 квітня 1996 року † | 43 роки, 201 день                 | Сухарто одружилися 26 грудня 1947 року                |
| 3            |          | Гасрі Айнун Бесарі 11 серпня 1937 - 22 травня 2010 року (у віці 72 років) | 21 травня 1998 року - 20 жовтня 1999 року    | 60 років, 283 дні                 | Бухаруддин Юсуф Хабібі одружилися 12 травня 1962 року |
| 4            |          | Синта Нурія Народилася 8 березня 1948 (77 років)                          | 20 жовтня 1999 року - 23 липня 2001 року     | 51 рік, 226 днів                  | Абдуррахман Вахід одружилися 11 липня 1968 року       |
| 5            |          | Тауфік Кімас 31 грудня 1942 - 8 червня 2013 року (у віці 70 років)        | 23 липня 2001 року - 20 жовтня 2004 року     | 58 років, 204 дні                 | Мегаваті Сукарнопутрі одружилися 25 березня 1973 року |
| 6            |          | Крістіані Герраваті 6 липня 1952 - 1 червня 2019 року (у віці 66 років)   | 20 жовтня 2004 року - 20 жовтня 2014 року    | 52 роки, 106 днів                 | Сусіло Бамбанг Юдойоно одружилися 30 липня 1976 року  |
| 7            |          | Іріана Народилася 01 жовтня 1963 (61 рік)                                 | 20 жовтня 2014 року - 20 жовтня 2024 року    | 50 років, 19 днів                 | Джоко Відодо одружилися 24 грудня 1986 року           |
| 8            | Вакантно | Вакантно                                                                  | 20 жовтня 2024 року - теперішній час         | Вакантно                          | Прабово Субіанто «Розлучений»                         |

## Галерея

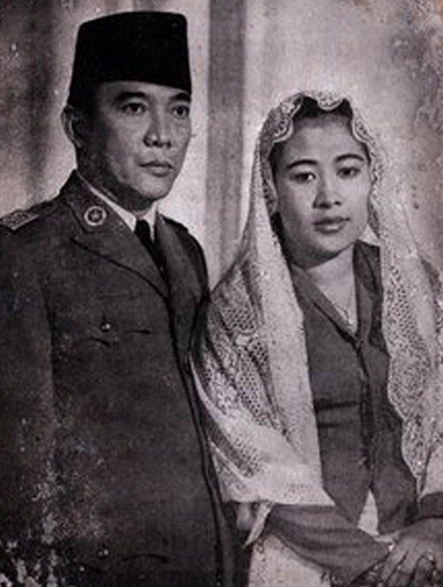
Президент Сукарно та перша леді Фатмаваті
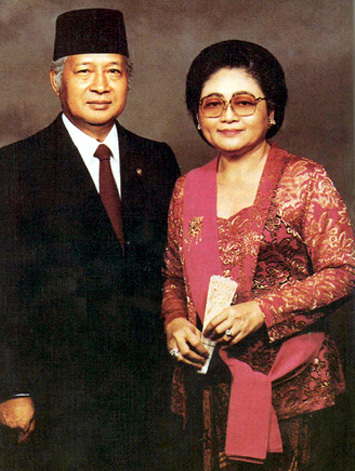
Президент Сухарто та перша леді Сіті Гартіна
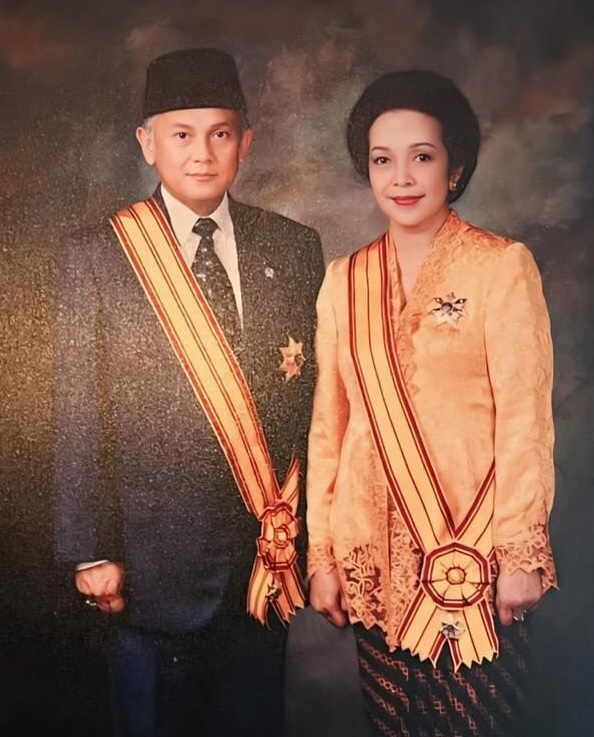
Президент Бі Джей Хабібі та перша леді Гасрі Айнун Бесарі
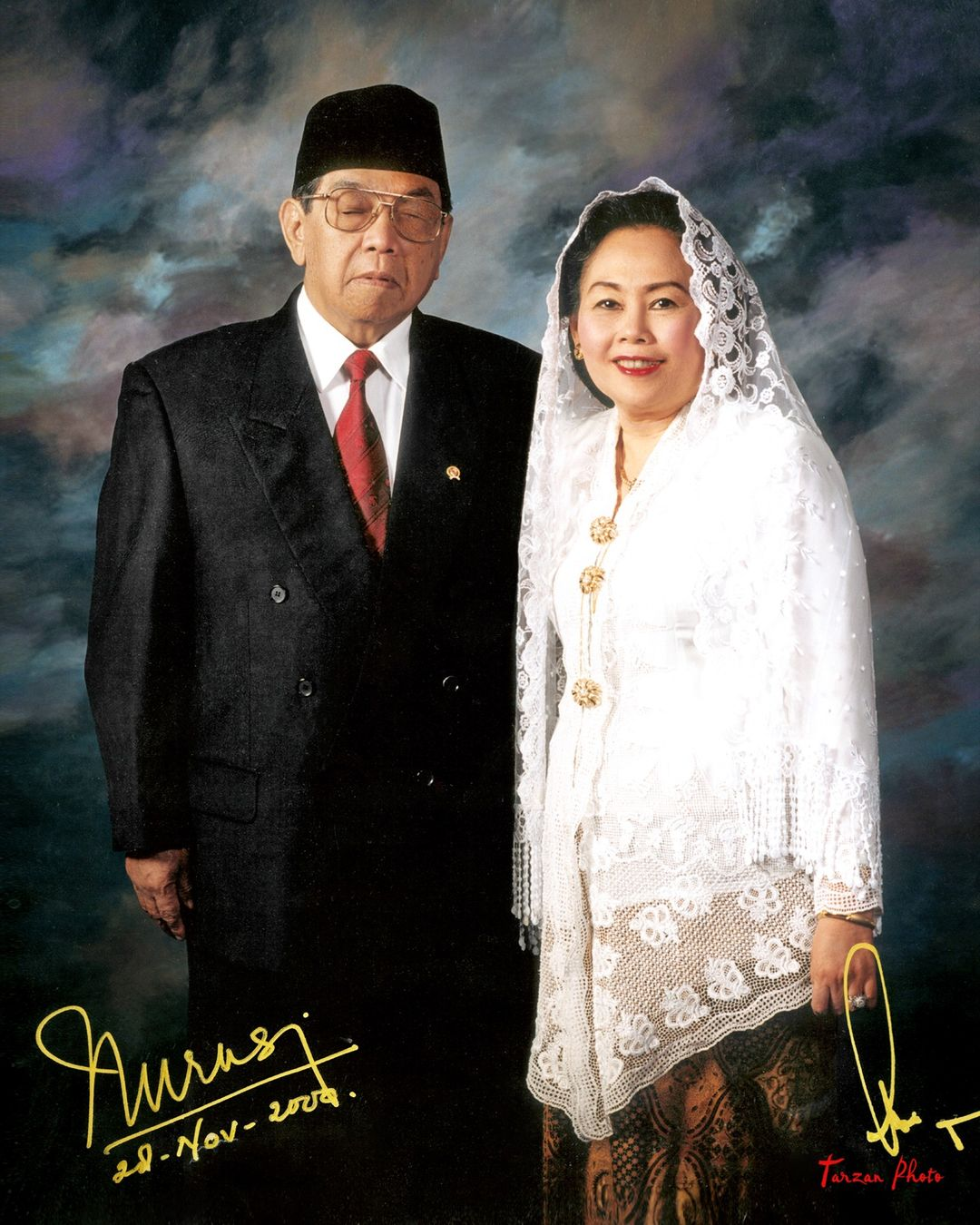
Президент Абдуррахман Вахід і перша леді Сінта Нурія
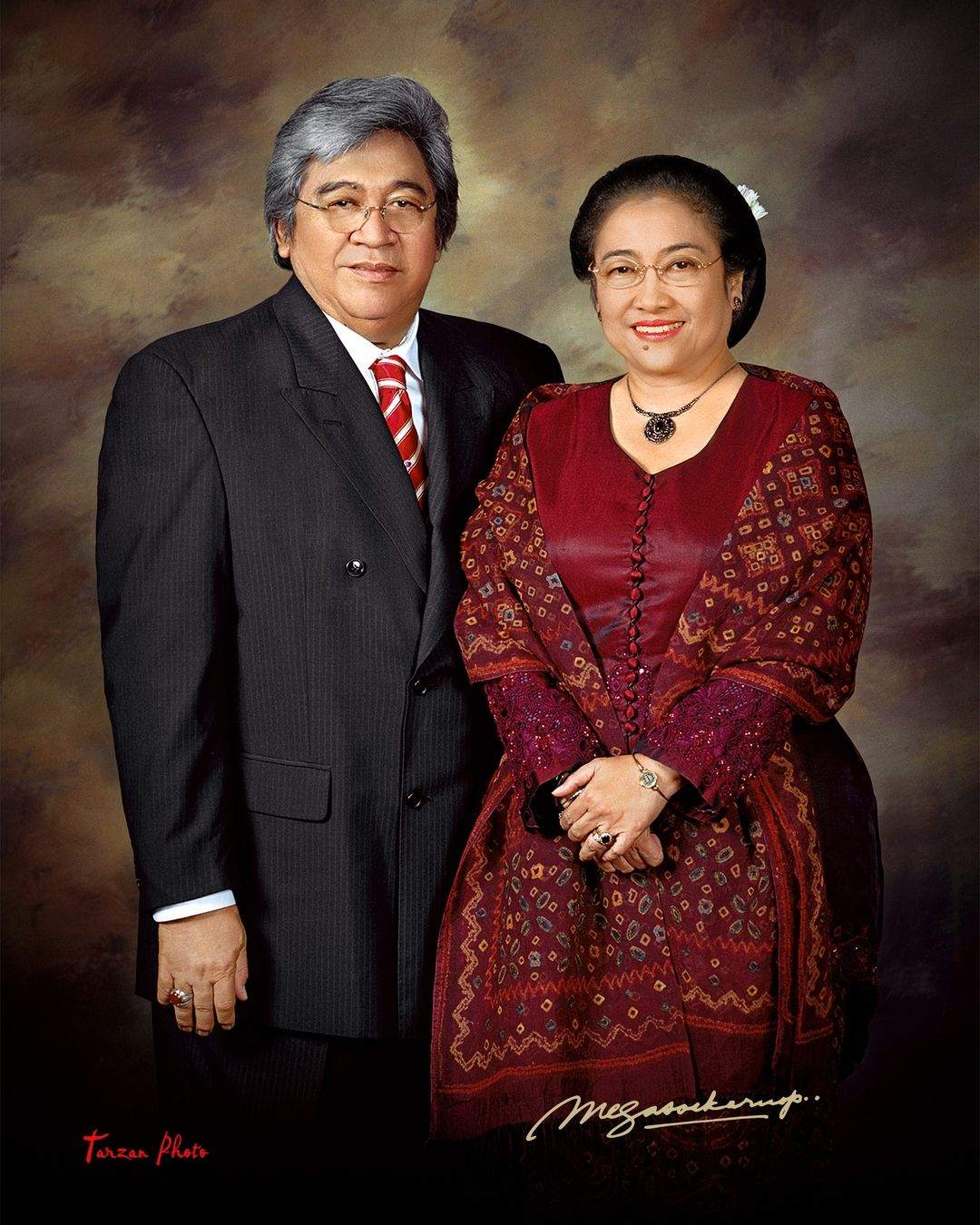
Президент Мегаваті Сукарнопутрі та перший джентльмен Тауфік Кімас
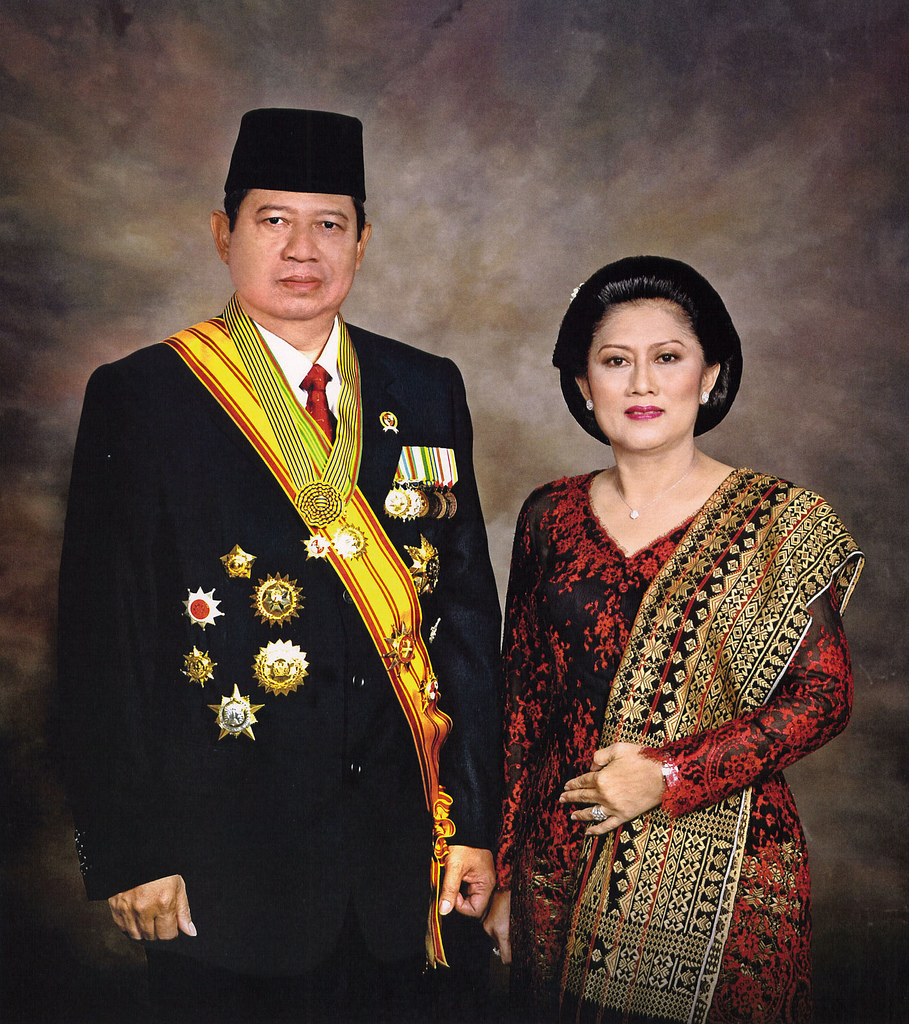
Президент Сусіло Бамбанг Юдхойоно та перша леді Крістіані Герраваті
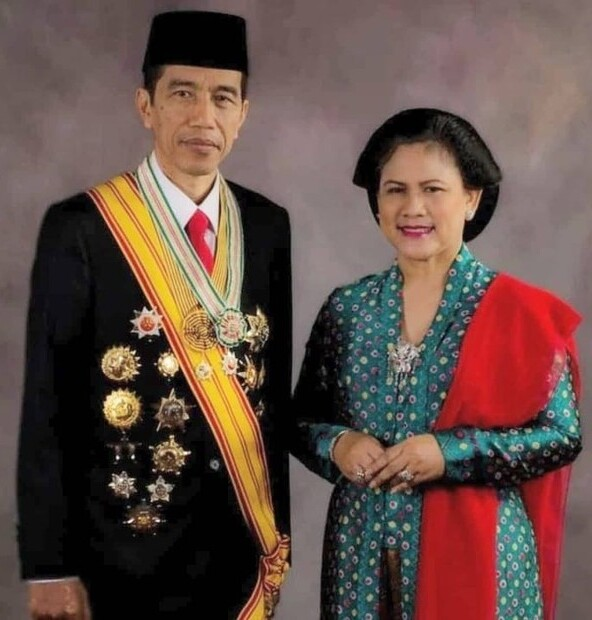
Президент Джоко Відодо та перша леді Іріана